# ATR 72
ATR 72 —  турбовинтовой ближнемагистральный пассажирский самолёт производства франко-итальянского концерна ATR (фр. Avions de Transport Régional). Самолёт предназначен для перевозки до 74 пассажиров одного класса на расстояние до 1300 км и управляется двумя пилотами.

## Аэродинамическая схема
Двухмоторный турбовинтовой высокоплан с прямым крылом и однокилевым Т-образным оперением.

## Разработка

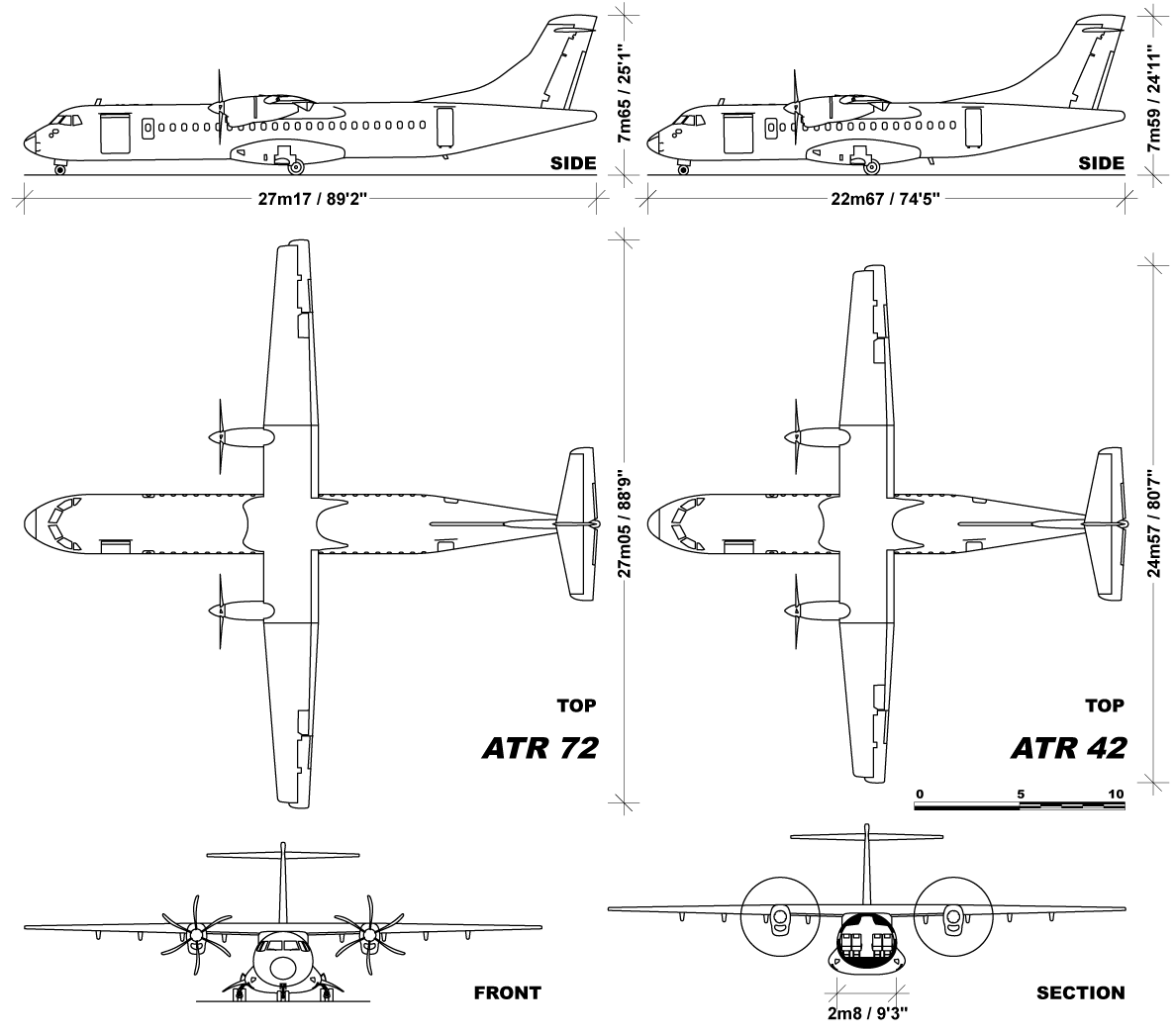
Семейство ATR в трёх проекциях

Первое упоминание о данном ВС датируется 1985 годом. Первая из трёх опытных машин поднялась в воздух 27 октября 1988 года. Самолёт построен на базе ATR 42. Основные изменения — удлинение фюзеляжа на 4,5 метра и новые, в основном композитные, консоли увеличенного размаха. Также был увеличен запас авиатоплива. Базовый вариант ATR 72-100 выпускался с двигателями PW124B, вариант ATR 72-200 выпускался c новым пятилопастным винтом.
ATR 72-210 выпускался с силовой установкой PW127 от ATR 42-500.
В 2007 году консорциум ATR сообщил о версии 72-600. Прототип впервые взлетел 24 июля 2009 года.

## Особенности конструкции
Пассажиры попадают на борт через заднюю дверь. Передняя дверь используется для загрузки багажа пассажиров. Однако Finnair заказала вариант ATR 72 с передней пассажирской дверью для возможности пользоваться телескопическими трапами в аэропорту Хельсинки-Вантаа.
С целью облегчения самолёта и упрощения конструкции на ATR72 конструктивно отсутствует ВСУ. Для обеспечения энергией на стоянке запускается правый двигатель, при этом воздушный винт не вращается (так называемый режим «Hotel Mode»). На техобслуживании самолёта двигатели периодически меняют местами, чтобы обеспечить равномерную выработку ресурса.

## Модификации

### ATR 72-100
Два подтипа были обозначены серией −100.
- ATR 72-101 — начальный вариант, оснащённый двигателями фирмы Pratt & Whitney PW124B сертифицирован в сентябре 1989.
- ATR 72-102 — вариант, оснащённый PW124B, сертифицирован в декабре 1989.

### ATR 72-200

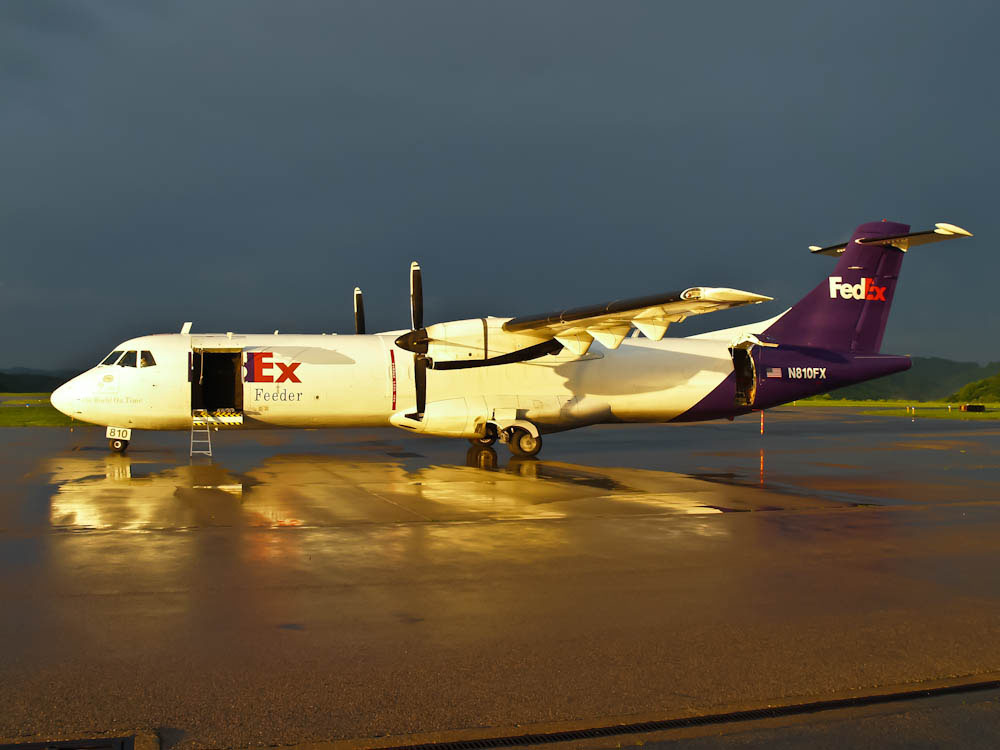
ATR 72-200F FedEx

Самолёт оснащён двигателями Pratt & Whitney PW124B с новыми пятилопастными воздушными винтами.
- ATR 72-201
- ATR 72-202

### ATR 72-210
Самолёт оснащён двигателями Pratt & Whitney PW127 с пятилопастными воздушными винтами.
- ATR 72-211
- ATR 72-212

### ATR 72-212A
Самолёт появился в начале 1997 года, предлагался с выбором двигателей PW127F или PW127M. Каждый двигатель имел шестилопастные винты, в результате чего были улучшены характеристики (включая взлетную массу).

#### ATR 72 ASW
Вариант ATR 72-212A для использования в качестве морской (надводной) патрульной платформы в военных сферах. Конструкция предусматривала установку различного военно-морского вооружения, такого как противокорабельные ракеты, торпеды и глубинные бомбы. Помимо своих возможностей по охоте за подводными лодками, самолет также может использоваться в качестве поисково-спасательного, когда это необходимо.

#### ATR 72-500

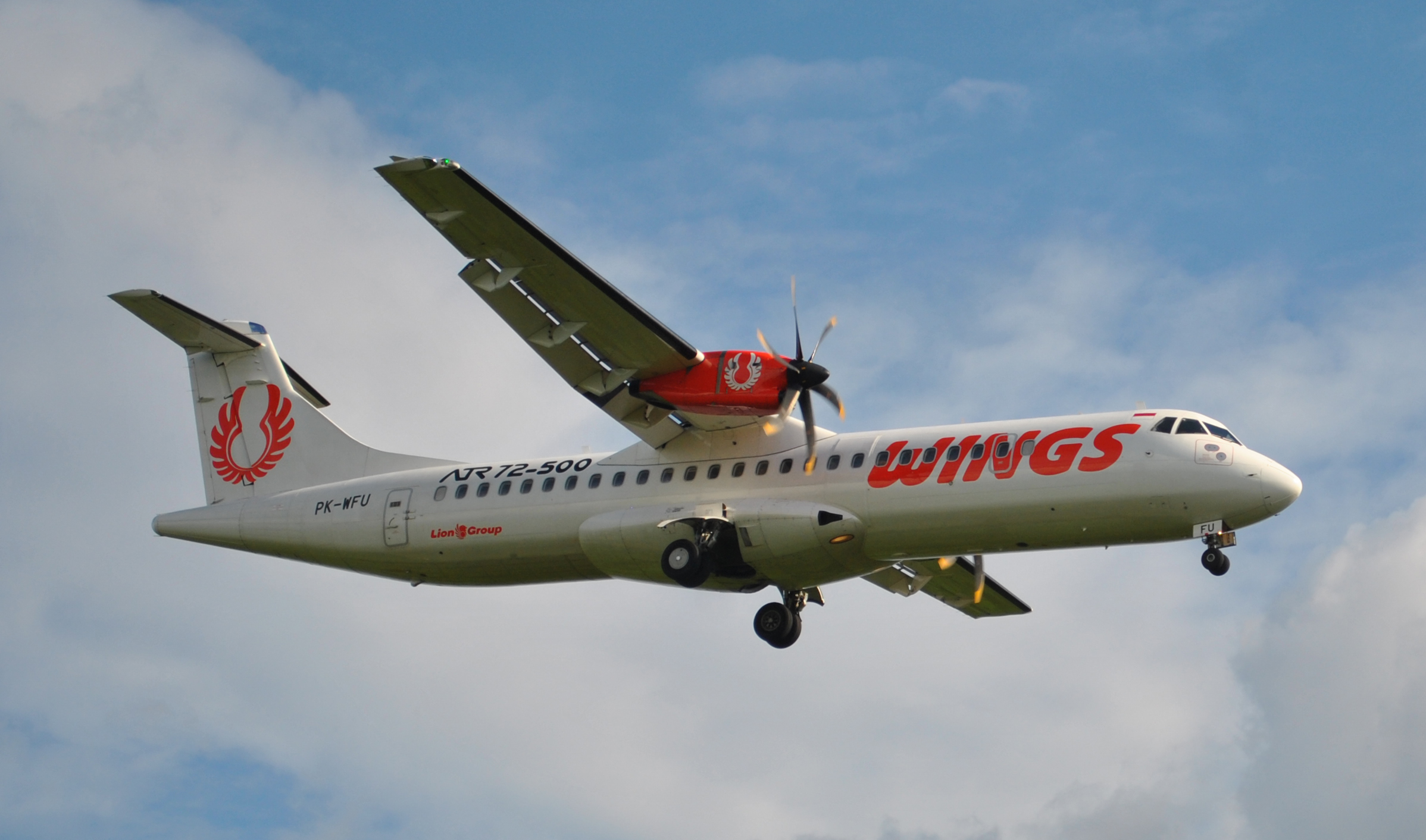
ATR 72-500 Wings Air

Рыночное наименование ATR 72-212A с другим набором оборудования и новыми двигателями типа Pratt & Whitney PW127F или PW127М с шестилопастными воздушными винтами.

#### ATR 72-600

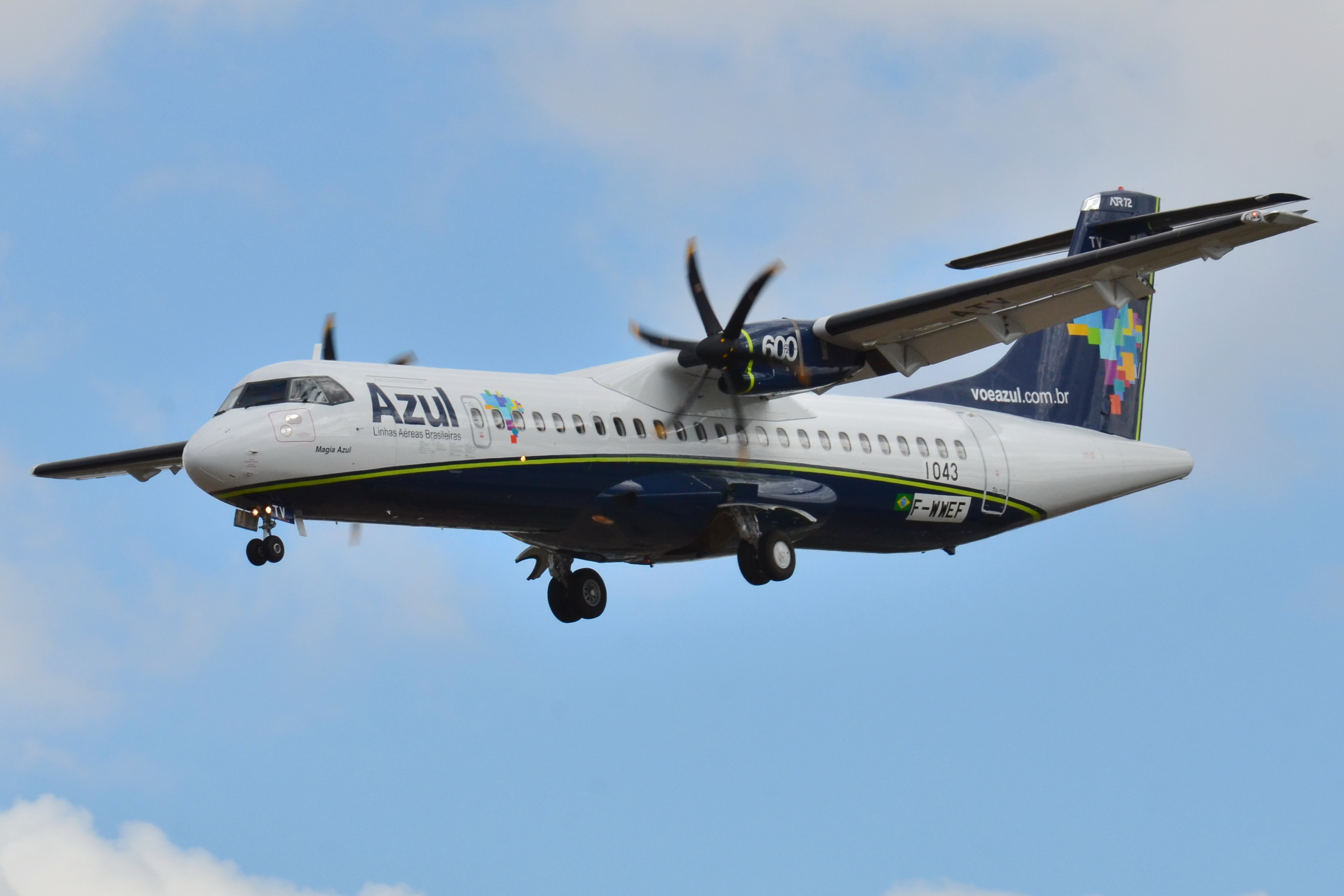
ATR 72-600 Azul Brasilian Airlines

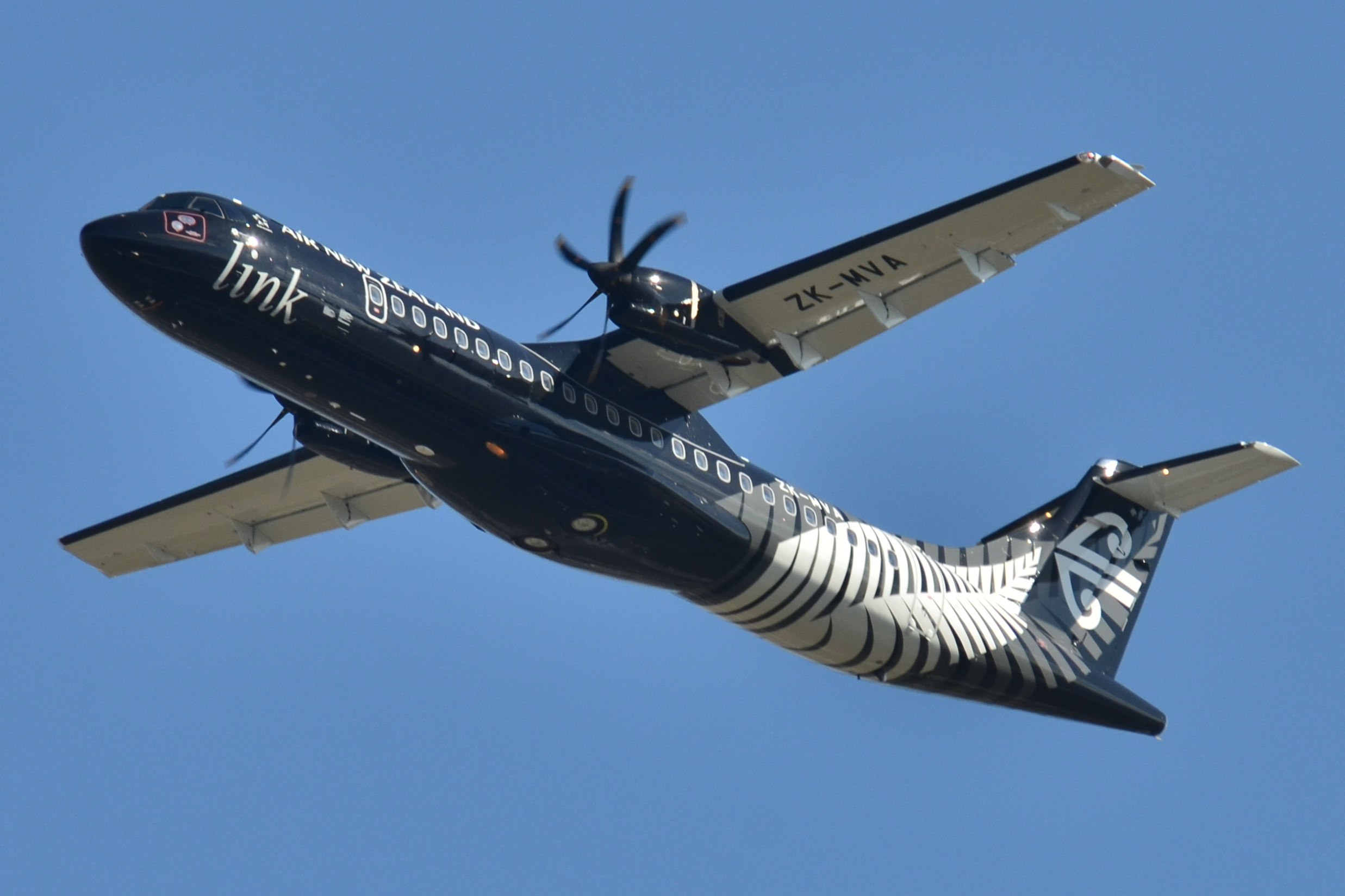
ATR 72-600 Air New Zealand Link

Рыночное наименование ATR 72-212A с другим набором оборудования. Самолёты 600-й серии построены на базе 500-й. Серия была анонсирована в октябре 2007 года. Прототип ATR 72-600 совершил первый полёт 24 июля 2009 года. Первые поставки были запланированы на вторую половину 2010 года.
ATR 72-600 включает в себя несколько усовершенствований. В качестве силовой установки выступают двигатели PW127M, обеспечивающие дополнительные 5% мощности во взлётном режиме (если это требуется по условиями взлёта). Кабина пилотов оборудована пятью ЖК-экранами (в предыдущих версиях EFIS они были доступны опционально). Многоцелевой компьютер (MPC) призван повысить уровень безопасности полётов и расширить эксплуатационные возможности. Авионика производства Thales Group обеспечивает соответствие требованиям к навигационным характеристикам. В список улучшений также входят более лёгкие пассажирские кресла и увеличенные багажные полки. В декабре 2015 года Европейское агентство авиационной безопасности утвердило новую компоновку салона, что позволило увеличить максимальную пассажировместимость с 74 до 78 человек.

#### ATR 72MP

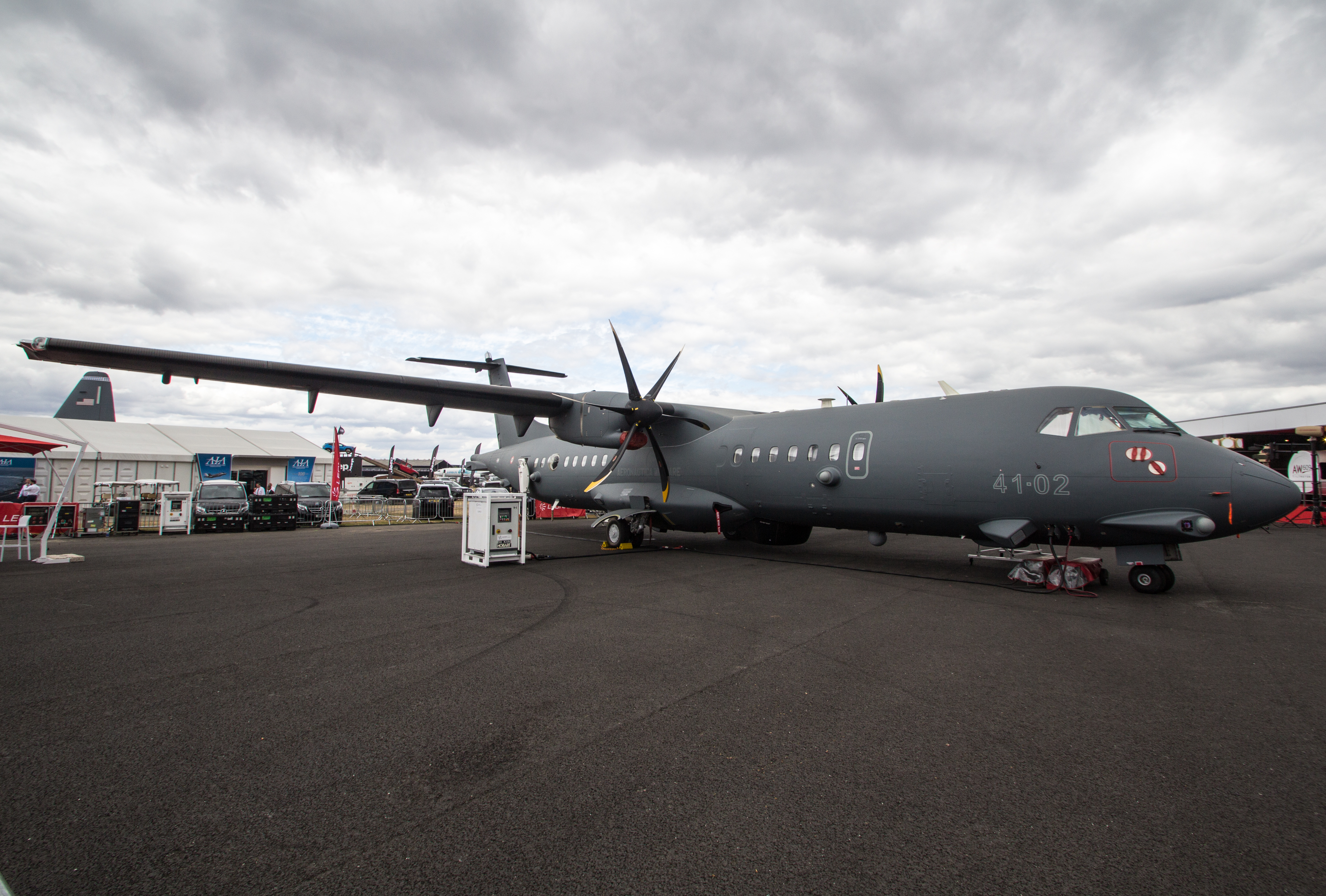
ATR 72 MPA

Вариант ATR 72-600, разработанный оборонным предприятием Leonardo, оптимизирован для выполнения задач морского патрулирования. Самолет также может использоваться для перевозки личного состава и грузов, а также выполнять задачи противолодочной обороны, борьбы с надводными целями и радиоэлектронной разведки.
ATR 72MP оснащен бортовым авиационным комплексом радиообнаружения и наведения, включающем в себя усовершенствованный многорежимный обзорный радар с активной фазированной антенной решёткой, турель с электронно-оптическими датчиками, автоматическую идентификационную систему и радиопеленгатор бортовой поисково-спасательной системы.

Примечание: Согласно «ATR42 & 72 Техническим спецификациям Сертификат Типа EASA TCDS 084, Iss 3» от 17 октября 2012 года, названия «ATR 72–500» и «ATR 72–600» являются маркетинговыми обозначениями изготовителя модели самолёта «72-212A».

## Лётно-технические характеристики (72-600)[6]
Технические характеристики
- Экипаж: 2 человека[7]
- Пассажировместимость: до 74 человек
- Грузоподъёмность: 7400 кг
- Длина: 27,17 м
- Размах крыла: 27,05 м
- Высота: 7.72 м
- Площадь крыла: 61,0 м²
- Коэффициент удлинения крыла: 12,0
- База шасси: 10,77 м
- Масса пустого: 12 200 кг
- Масса снаряжённого: 12 500 кг
- Нормальная взлётная масса: 13 600 кг
- Максимальная взлётная масса: 23 000 кг
- Максимальная масса для руления: 22 970 кг
- Максимальная посадочная масса: 22 350 кг
- Масса топлива во внутренних баках: 5 000 кг
- Объём топливных баков: 6 974 л
- Силовая установка: 2 × ТВД Pratt & Whitney Canada PW127XT-M
- Мощность двигателей: 2 × 2 750 л. с. (взл. 2 750 л. с.)
- Воздушный винт: Hamilton Standard 568F, 6-лопастной
- Диаметр винта: 3,93 метра

Лётные характеристики
- Максимальная скорость: 279 узлов (516 км/ч)
- Крейсерская скорость: 270 узлов (500 км/ч)
- Практическая дальность: 1 370 км
- Перегоночная дальность: 3 622 км
- Практический потолок: 7 620 м
- Скороподъёмность: 6,88 м/с
- Нагрузка на крыло: 360,7 кг/м²
- Длина разбега: 1 067 м
- Длина пробега: 914 м

## Аварии и катастрофы
По данным сайта Aviation Safety Network, по состоянию на 9 августа 2024 года в общей сложности в результате катастроф и серьёзных аварий были потеряны 38 самолётов ATR 72. ATR 72 пытались угнать 1 раз, при этом никто не погиб. Всего в этих происшествиях погибли 460 человек.
| Дата       | Бортовой номер | Место происшествия  | Жертвы | Краткое описание |
| ---------- | -------------- | ------------------- | ------ | --- |
| 31.10.1994 | N401AM         | Розлон              | 68/68  | Обледенение, потеря управления при ожидании захода на посадку. Расследование выявило несовершенство формы крыла, вызывающее нарастание ледяной корки на элеронах при определённых метеоусловиях. После расследования и испытаний American Eagle Airlines и Delta Connection перестали использовать ATR 72 в районах с холодным климатом. |
| 08.12.1994 | F-OHOC         | Ойем                | 0/21   | При посадке отклонился от оси ВПП, столкновение с деревьями. |
| 30.01.1995 | B-22717        | Тайбэй              | 4/4    | Грузовой рейс. Столкнулся со склоном холма при заходе на посадку. Расследование выявило, что катастрофа была вызвана накоплением льда вокруг основных компонентов самолёта, что привело к потере управления. |
| 21.12.2002 | B-22708        | Пэнху               | 2/2    | Грузовой рейс. Потеря скорости при подходе к аэропорту, упал в воду. |
| 09.05.2004 | N438AT         | Сан-Хуан            | 0/26   | Грубая посадка с «козлением», выкат с ВПП. |
| 06.08.2005 | TS-LBB         | Палермо             | 16/39  | Посадка на воду из-за нехватки топлива (установлен топливомер от другого типа). |
| 11.03.2006 | VT-DKC         | Бангалор            | 0/44   | Грубая посадка, самолёт продан на запчасти а/к Airlinair (Франция). |
| 01.07.2007 | VT-JCE         | Индаур              | 0/49   | Посадка с перелётом и «козлением» при сильном дожде, выкат с ВПП. |
| 19.02.2008 | XY-AIE         | Путао               | 0/57   | Прерванный взлёт из-за проблем с двигателем, выкат за пределы ВПП. |
| 04.08.2009 | HS-PGL         | Самуй               | 1/72   | Выкат с влажной ВПП при посадке, столкновение с диспетчерской башней. |
| 10.11.2009 | VT-KAC         | Мумбаи              | 0/46   | Выкат с ВПП при посадке, списан. |
| 04.11.2010 | CU-T1549       | Гуасимала           | 68/68  | При полёте на высоте около 6000 метров в сложных метеоусловиях началось обледенение, потерял высоту, разбился в горах. Ещё до аварии пилоты отмечали опасность управлением самолётом при определённых метеоусловиях и риск внезапного сваливания.                                                                                        |
| 09.08.2011 | PK-WFG         | Медан               | 0/2    | При взлёте загорелся правый двигатель. |
| 02.04.2012 | VP-BYZ         | Тюменская область   | 33/43  | Разбился вскоре после взлёта. До этого самолёт 8 часов простоял под ливневым снегопадом, но не был обработан антиобледенителем. |
| 30.04.2012 | L16-2/52       | Дакка               | 0/15   | Выкатился с ВПП при посадке. |
| 02.02.2013 | YR-ATS         | Рим                 | 0/50   | Выкатился с ВПП при посадке. |
| 16.10.2013 | RDPL-34233     | Паксе               | 49/49  | Упал в реку при заходе на посадку. |
| 23.07.2014 | B-22810        | Пэнху, у Магуна     | 47/58  | Грубая посадка в сложных метеоусловиях. |
| 04.02.2015 | B-22816        | Тайбэй              | 43/58  | Разбился через 2 минуты после взлёта из-за проблем с левым двигателем. Перед ударом о землю самолёт завалился на левую плоскость, задел мост и упал в реку Цзилун. |
| 18.02.2018 | EP-ATS         | Семиром (шахрестан) | 66/66  | Катастрофа произошла в горах. Самолёт упал около города Семирома в провинции Исфахан. |
| 12.10.2018 | 5N-BPE         | Лагосский аэропорт  | 0/0    | Сгорел в ангаре во время технического обслуживания, когда был подключён к наземной силовой установке, от которой пожар перекинулся на правый борт. |
| 15.01.2023 | 9N-ANC         | Покхара             | 72/72  | Упал при посадке. Крупнейшая авиакатастрофа в истории данного самолета. |
| 19.08.2023 | PK-GAD         | Карачи              | 0/?    | Через 4 минуты после взлёта у самолёта отказал двигатель № 1 (левый). Произвёл успешную аварийную посадку. |
| 09.08.2024 | PS-VPB         | Виньеду             | 62/62  | Упал с эшелона, причины выясняются. |

## Похожие самолеты
- Bombardier Q Series
- Saab 2000
- Ан-24
- Ан-140
- Ил-114